# بيا فينك
بيا فينك (بالألمانية: Pia Fink)‏ هي متزحلقة ألمانية، ولدت في 10 يوليو 1995 في ألمانيا.

## وصلات خارجية
- بيا فينك على موقع الاتحاد الدولي للتزلج (التزلج الريفي) (الإنجليزية)
- بيا فينك على موقع أوليمبيديا (الإنجليزية)